# Kuzarjev Kal
Kuzarjev Kal este o localitate din comuna Novo mesto, Slovenia, cu o populație de 47 de locuitori.